# Manuel Lisa
Manuel Lisa (Nova Orleães, 8 de setembro de 1772 – St. Louis, 12 de agosto de 1820) foi um comerciante de peles e explorador, tendo sido um dos fundadores da Missouri Fur Company.

## Vida
Era um cidadão espanhol e mais tarde, tornou-se um cidadão americano que, enquanto vivia na fronteira ocidental na América do Norte, tornou-se proprietário de terras, comerciante, comerciante de peles, agente indígena dos Estados Unidos e explorador. Lisa foi uma das fundadoras, em St. Louis, da Missouri Fur Company, uma das primeiras empresas de comércio de peles. Manuel Lisa ganhou respeito por meio de seu comércio entre as tribos nativas americanas da região do alto rio Missouri, como os Teton Sioux, Omaha e Ponca.

Depois de ser nomeado agente indígena dos Estados Unidos durante a Guerra Anglo-Americana de 1812, Lisa usou sua posição entre as tribos para encorajar sua aliança com os Estados Unidos e sua guerra contra tribos aliadas ao Reino Unido.  Enquanto ainda era casado com uma mulher europeia-americana em St. Louis, onde ele mantinha uma residência, em 1814 Lisa se casou com Mitane, filha de Big Elk, o principal chefe do povo Omaha, como parte de assegurar sua aliança. Eles tiveram dois filhos juntos, a quem Lisa sustentou igualmente em testamento e os filhos dele por meio de seu outro casamento.